# Gevangenis van Turnhout

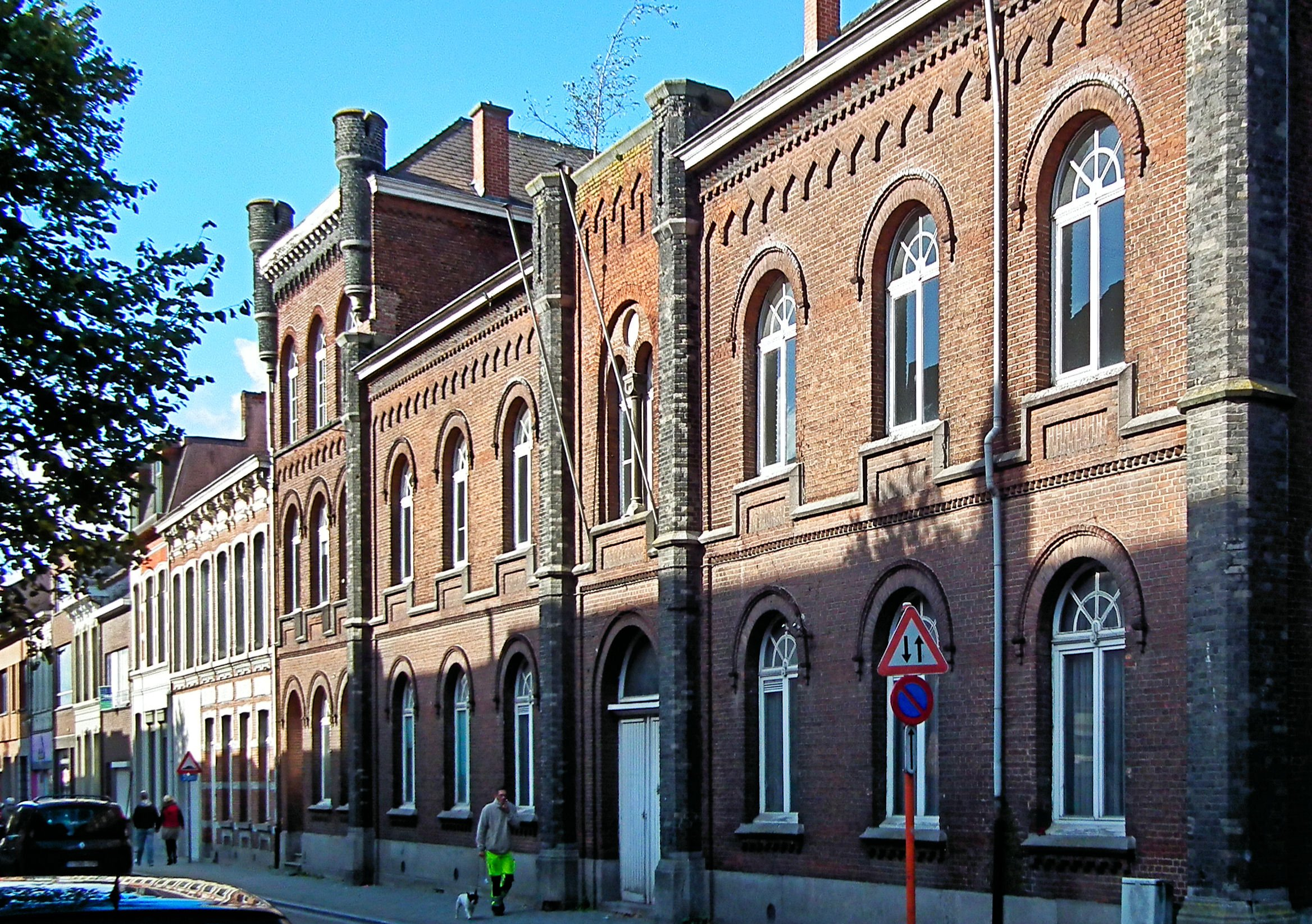
De gevangenis van Turnhout (2012).

De gevangenis in de Belgische stad Turnhout werd in 1908 in gebruik genomen. Ze is gelegen op de hoek van de Wezenstraat en de Kasteeldreef en doet dienst als strafhuis en arresthuis.
Het complex ligt op een perceel dat tot eind 19de eeuw van de warande van het kasteel van de hertogen van Brabant deel uitmaakte. In 1898 werd besloten een cellulaire gevangenis voor mannen en vrouwen op te richten. De bouw vatte aan in 1904 en was naar ontwerp van Louis Bouckaert volgens het Pensylvanisch gevangenissysteem. De vrouwengevangenis en het klooster werden in 1937 opgeheven.
De gevangenis is volledig ommuurd en heeft een centraal, losstaand poortgebouw in neorenaissancestijl, aan weerszijden door ambtswoningen geflankeerd. Deze werden oorspronkelijk door de hoofdbewaker (links) en de directeur (rechts) bewoond, en de eigenlijke gevangenis met grillige plattegrond gedomineerd door een centrale as. Het complex telt vier vleugels, waarvan in twee geïnterneerden verblijven en in een kleinere vleugel gedetineerden met een vertrouwensfunctie zijn ondergebracht. Begin 2013 werd een nieuwe vleugel in gebruik genomen. Hierin verblijven beklaagden en veroordeelden. Ten slotte is er nog een aparte afdeling voor zeven gedetineerden onder het stelsel van beperkte detentie. De gevangenis biedt plaats aan 262 beklaagden, veroordeelden en geïnterneerden.